# Kulisse
En kulisse er en konstruktion, der skal forestille en bygning, et landskab eller lignende struktur, typisk i fuld skala, som benyttes i film, fjernsynsproduktion, teater og andre forestillinger. Normalt vil man først få fremstillet en skalamodel, tegninger og undersøge hvad der skal bruges af rekvisitter, teksturer osv. Skalategninger inkluderer gerne grundplanet, baggrunden, forskellige scener som skal foregå i kulissen, men kan ved teaterproduktioner også inkluderer installationer, der skal bruges under forestillingen som faldlemme, skjulte døre og wirere.
Nogle kulisser bruges kun en enkelt gang, mens andre kan gå igen flere gange i samme teaterforestilling, eller bruges igen i andre film, serier eller skuespil.